# 歸順州 (廣西)
归顺州，中国唐朝时始置的州。
元和（806年—820年）初年，改归淳州为归顺州（治所在今广西壮族自治区靖西市新靖镇旧州村），属邕州都督府。唐朝末年废。元朝至正二十三年（1363年）复置归顺州，隶属镇安路。明朝初年废。弘治九年（1496年）再置，隶属镇安府。嘉靖四年（1525年）改属思恩府。清朝雍正七年（1729年）改土归流，改属镇安府。光绪十二年（1886年）归顺州升为归顺直隶州，隶属太平思顺道，民国元年（1912年）6月废归顺州，置归顺府。民国二年（1913年）6月，废归顺府，设置靖西县。